# Bambusa multiplex
Espèce
Bambusa multiplex est une espèce de bambou originaire de l'Asie du Sud-Est : elle est présente dans plusieurs provinces de Chine, au Népal, au Bhoutan, dans l'État indien d'Assam, au Sri Lanka, à Taïwan, et dans le nord de la péninsule indochinoise. Les cannes de ce bambou peuvent atteindre une hauteur de 9 m.

## Répartition géographique
En plus de sa région d'origine, Bambusa multiplex a colonisé de nombreux territoires ; la plante se rencontre en Iraq, à Madagascar, à l'île Maurice, aux Seychelles, dans le sous-continent indien, dans certaines régions d'Amérique du Sud, aux Antilles, dans le sud des États-Unis,.

## Taxinomie

### Synonymes
L'espèce a été décrite à plusieurs reprises et possède à ce titre de nombreux synonymes :
- Arundo multiplex Lour.
- Arundarbor multiplex (Lour.) Kuntze
- Bambusa multiplex var. normalis Sasaki
- Leleba multiplex (Lour.) Nakai
- Ludolfia glaucescens Willd.
- Arundinaria glaucescens (Willd.) P.Beauv.
- Bambusa nana Roxb.
- Bambusa sterilis Kurz ex Miq.
- Bambusa caesia Siebold & Zucc. ex Munro
- Arundarbor aurea Kuntze
- Arundarbor nana (Roxb.) Kuntze
- Triglossum arundinaceum Gamble
- Bambusa alphonse-karrii Mitford ex Satow
- Bambusa glaucescens (Willd.) Merr.
- Bambusa argentea Nehrl.
- Bambusa dolichomerithalla Hayata
- Bambusa liukiuensis Hayata
- Bambusa shimadae Hayata
- Leleba dolichomerithalla (Hayata) Nakai
- Leleba floribunda (Buse) Nakai
- Leleba liukiuensis (Hayata) Nakai
- Leleba shimadae (Hayata) Nakai
- Leleba amakusensis Nakai
- Leleba elegans Koidz.
- Bambusa strigosa T.H.Wen
- Bambusa albifolia T.H.Wen & J.J.Hua
- Bambusa pubivaginata W.T.Lin & Z.M.Wu

### Liste des sous-espèces et variétés
Selon The Plant List (5 octobre 2016) :
- variété Bambusa multiplex var. riviereorum Maire

Selon Tropicos (5 octobre 2016) (liste brute contenant possiblement des synonymes) :
- sous-espèce Bambusa multiplex cv alphonse-karri Rob. A. Young
- sous-espèce Bambusa multiplex cv fernleaf Rob. A. Young
- sous-espèce Bambusa multiplex cv silverstripe Rob. A. Young
- sous-espèce Bambusa multiplex cv stripestem fernleaf Rob. A. Young
- sous-espèce Bambusa multiplex cv willowy Rob. A. Young
- sous-espèce Bambusa multiplex cv yellowstripe L.C. Chia & C.Y. Sia
- variété Bambusa multiplex var. elegans (Koidz.) Muroi ex Sugimoto
- variété Bambusa multiplex var. fernleaf Rob. A. Young
- variété Bambusa multiplex var. gracillima (Makino ex E.G. Camus) Sad. Suzuki
- variété Bambusa multiplex var. incana B.M. Yang
- variété Bambusa multiplex var. lutea T.H. Wen
- variété Bambusa multiplex var. multiplex
- variété Bambusa multiplex var. nana (Roxb.) Keng f.
- variété Bambusa multiplex var. normalis Sasaki
- variété Bambusa multiplex var. pubivagina W.T. Lin & Z.J. Feng
- variété Bambusa multiplex var. riviereorum Maire
- variété Bambusa multiplex var. shimadae (Hayata) K. Sasaki
- variété Bambusa multiplex var. silverstripe Rob. A. Young
- variété Bambusa multiplex var. solida B.M. Yang
- variété Bambusa multiplex var. stripestem fernleaf Rob. A. Young